# آشاغی کرزی (آیدین‌تپه)
آشاغی کرزی {{ترکی|Aşağıkırzı) (به ارمنی: Գրզի Ներքին) (به کردی: Kiriziya Jêrîn) یک منطقهٔ مسکونی در ترکیه است که در آیدین‌تپه واقع شده‌است. آشاغی کرزی ۵۲۲ نفر جمعیت دارد.